# Sant'Antonio (Corteno Golgi)
Sant'Antonio è una frazione del comune di Corteno Golgi, in alta Val Camonica, provincia di Brescia.

## Geografia fisica
La piccola frazione rimane incastonata nella diramazione della Valle di Corteno che porta al passo dell'Aprica. È infatti il punto in cui la valle si fa più stretta.
Sant'Antonio è attraversato dal torrente Ogliolo che nasce a quota 1172 metri nella Val Brandet, luogo affascinante per lunghe camminate ed escursioni.
Dalla Strada Statale 39 del Passo di Aprica (SS 39), è visibile la segheria, fulcro principale dell'economia del posto.

## Architetture religiose
Le chiese di S.Antonio sono:
- Chiesa di Sant'Antonio Abate alle Fucine, barocca, con affreschi del tardo settecento.

## Società
Gli scütüm sono nei dialetti camuni dei soprannomi o nomiglioli, a volte personali, altre indicanti tratti caratteristici di una comunità. Quello che contraddistingue gli abitanti di Sant'Antonio è Camòz.

## Galleria d'immagini

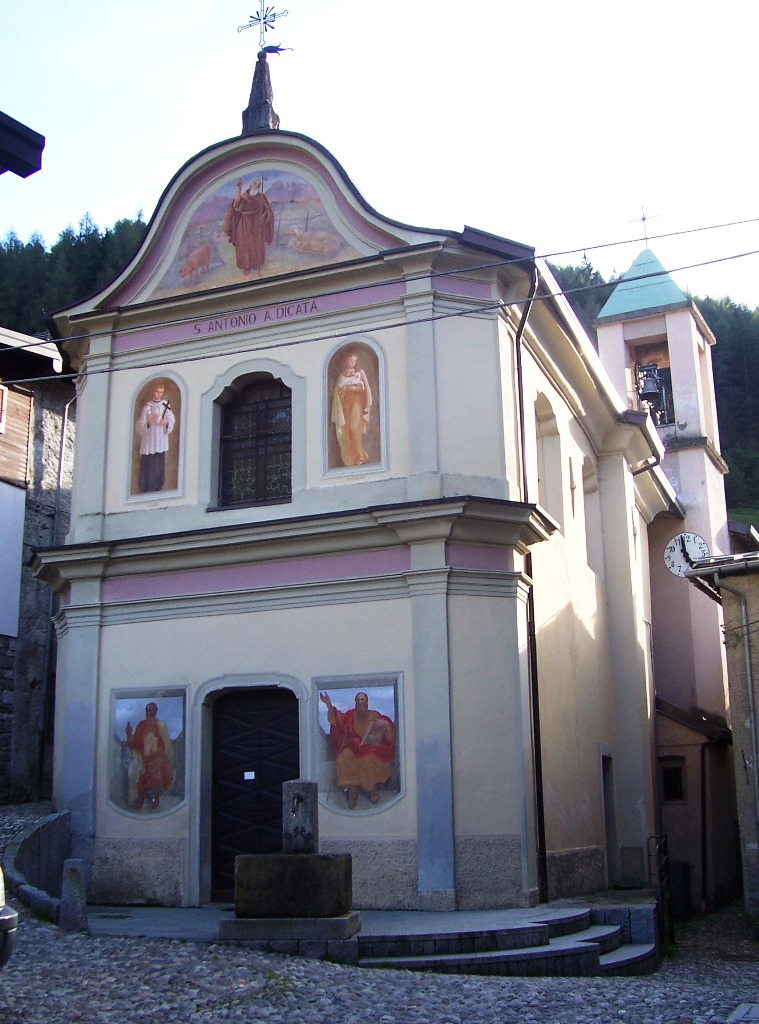
Chiesa
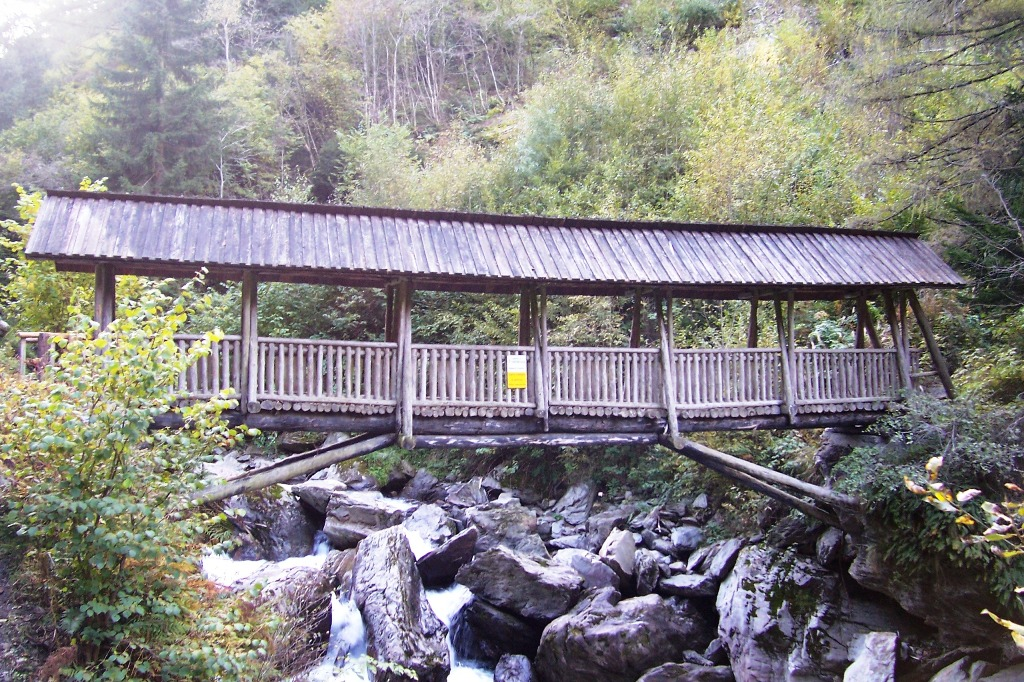
Ponte in legno
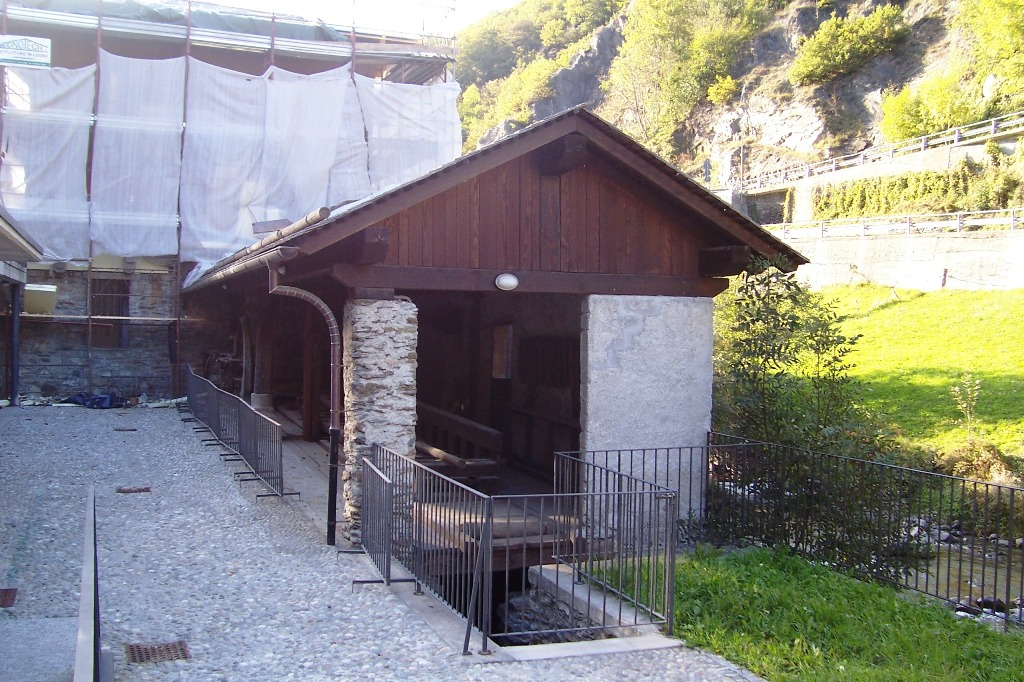
Segheria veneziana